# Xenarthra
Xenarthra is een superorde van placentale zoogdieren, die enkel voorkomen in Centraal en Zuid-Amerika en het zuiden van Noord-Amerika. Tot deze groep behoren onder andere de gordeldieren, de miereneters en de luiaards, alsmede verwante uitgestorven dieren als Megatherium en Glyptodon.
Alle soorten hebben gemeen dat er tussen de lendenwervels benige gewrichten zitten (de naam Xenarthra betekent vrij vertaald "vreemde gewrichten"). Ze verschillen van de andere placentadieren door onder andere een dubbele onderste holle ader (vena cava posterior) in plaats van een enkele. De vrouwtjes hebben een primitieve gespleten baarmoeder, en de mannetjes inwendige testes en een kleine penis zonder eikel.

## Evolutie
Xenarthra vormen samen met Afrotheria de primitiefste nog levende groep placentale zoogdieren. Ze ontstonden 70 miljoen jaar geleden, in het Vroeg-Tertiair, in Zuid-Amerika. Aan het einde van het Mioceen kwamen er grondluiaards voor in het zuiden van Noord-Amerika, die waarschijnlijk het continent wisten te bereiken via eilandjes. Drie miljoen jaar geleden ontstond er een landengte tussen Noord- en Zuid-Amerika, waardoor enkele soorten (voornamelijk grondluiaards en gordeldieren) naar Noord-Amerika konden trekken. De grondluiaards zijn uiteindelijk uitgestorven. Het enige lid van de superorde dat nog voorkomt in Noord-Amerika is het negenbandgordeldier (Dasypus novemcinctus). Glyptodon, een enorme gordeldierachtige, en enkele grondluiaards wisten te overleven tot in het Holoceen, en spelen nu nog een belangrijke rol in legenden van Patagonische indianen. Tegenwoordig leven er nog zo'n 31 soorten in vier tot vijf families.
Vroeger werden de Xenarthra samengevoegd met de schubdieren en het aardvarken in de orde der tandarmen (Edentata), vanwege uiterlijke gelijkenissen tussen deze dieren. Deze gelijkenissen bleken echter het resultaat te zijn van convergente evolutie, waarna de drie groepen werden ingedeeld in verschillende ordes. Ook de Xenarthra werden als een orde beschouwd. Toen is de status van Xenarthra veranderd van orde naar superorde. De superorde beslaat nu twee ordes: Cingulata, de gordeldierachtigen, en Pilosa, de luiaards, miereneters en verwanten. Soms wordt deze laatste orde nog in tweeën gesplitst: Folivora voor de luiaards en Vermilingua voor de miereneters.

## Taxonomie
- Superorde: Xenarthra
  - Orde: Cingulata (Gordeldierachtigen)
    - Clade Dasypoda (Gordeldieren)[1]
      - Familie: Chlamyphoridae
      -  Familie: Dasypodidae

    - Familie: Pachyarmatheriidae †[2]
    - Familie: Palaeopeltidae †
    - Familie: Pampatheriidae †
    -  Familie: Peltephilidae †

  -  Orde Pilosa (Luiaards en miereneters)
    - Onderorde: Vermilingua (Miereneters)
      - Familie: Cyclopedidae (Dwergmiereneters)
      - Familie: Myrmecophagidae (Echte miereneters)

    -  Onderorde: Folivora (Luiaards)[3][4]
      - Familie: Acratocnidae †
      - Familie: Bradypodidae (Drievingerige luiaards)
      - Familie: Choloepodidae (Tweevingerige luiaards)
      - Familie: Megalocnidae †
      - Familie: Megalonychidae †
      - Familie: Megatheriidae †
      - Familie: Mylodontidae †
      - Familie: Nothrotheriidae †
      - Familie: Parocnidae †
      -  Familie: Scelidotheriidae †

## Cladogram
|               | Xenarthra                                                           |
|               |                                                                     |
| Boreoeutheria | \| \| Laurasiatheria \| \| \| \| \| \| Euarchontoglires \| \| \| \| |
|               | \| \| Laurasiatheria \| \| \| \| \| \| Euarchontoglires \| \| \| \| |
|               | Laurasiatheria                                                      |
|               |                                                                     |
|               | Euarchontoglires                                                    |
|               |                                                                     |

|  | Laurasiatheria   |
|  |                  |
|  | Euarchontoglires |
|  |                  |

|               | Xenarthra                                                           |
|               |                                                                     |
| Boreoeutheria | \| \| Laurasiatheria \| \| \| \| \| \| Euarchontoglires \| \| \| \| |
|               | \| \| Laurasiatheria \| \| \| \| \| \| Euarchontoglires \| \| \| \| |
|               | Laurasiatheria                                                      |
|               |                                                                     |
|               | Euarchontoglires                                                    |
|               |                                                                     |

|  | Laurasiatheria   |
|  |                  |
|  | Euarchontoglires |
|  |                  |